# 关幼波
关幼波（1913年—2005年），原名关霦，男，北京人，中国中医内科学家，曾任北京第二医学院教授，北京中医医院副院长。

## 家庭
父亲关月波。